# Pierwiosnkowce
Pierwiosnkowce (Primulales Dumort.) – rząd roślin liczący ponad 2100 gatunków wyróżniany w niektórych systemach klasyfikacyjnych roślin okrytonasiennych (np. Cronquista z 1981, Takhtajana z 1997 i Reveala z 1999). Tradycyjnie dzielony był na trzy rodziny, których rangę w systemie APG III z 2009 obniżono do podrodziny, a rzędu do rodziny. 

## Morfologia
PokrójDrzewa, krzewy oraz rośliny zielne.
KwiatyNajczęściej pięciokrotne, z koroną zrosłopłatkową, promienistą. Pręcikowie składa się z pięciu pręcików, umieszczonych w jednym okółku. Słupek przeważnie górny.

## Systematyka
Pozycja w systemie Reveala (1993–1999)
Gromada okrytonasienne, podgromada Magnoliophytina Frohne & U. Jensen ex Reveal, klasa Rosopsida Batsch, podklasa ukęślowe Takht. ex Reveal & Tahkt., nadrząd Primulanae R. Dahlgren ex Reveal, rząd pierwiosnkowce.
Podział według Reveala (1993–1999)
- podrząd: Primulineae Burnett 
  - rodzina: pierwiosnkowate (Primulaceae Vent.)
  - rodzina: borowicowate (Myrsinaceae R. Br.)
  - rodzina: Theophrastaceae Link